# Shirakawa-go
Shirakawa-go (japanski: 白川郷, što znači "Staro područje bijele rijeke") je područje starih sela u blizini grada Takayama, prefektura Gifu, pokrajina Chūbū (središnji Honshu). U srpnju 2011. godine u selu Shirakawa, na području od 356.55 km², bilo je 1.734 stanovnika.
Shirakawa je planinsko selo u blizini vrha planine Haku (gorje Ryōhaku) gdje njezina općina Ōno graniči s prefekturom Ishikawa, ali i sa selom i općinom Gokayama u prefekturi Toyama na sjeveru. Kroz područje prolazi rijeka Shō, koja teče prema gradu Nanto (Toyama) na sjeveru, i gotovo sva sela se nalaze uz njezine uske obale ispod planina. Njegovih 95.7% prekriva planinska šuma i jedno je od najsnježnijih područja u Japanu, što je jedan od razloga nastanka jedinstvene japanske arhitekture kuća tzv. gasshō-zukuri (合掌造り) stila.
Stara sela Shirakawa-go i njihove Minka kuće (民家, "kuće za ljude") su jedinstveni primjeri autohtone narodne izgradnje. Zbog toga je Shirakawa-go, zajedno sa selom Gokayama, 1995. god. upisano na UNESCO-ov popis mjesta svjetske baštine u Aziji.

## Povijest
U 8. stoljeću područje Shirakawa-go/Gokayama se otvorilo kao mjesto za asketsko vjersko obožavanje planina, posebice brda Hakusan, za redovničke zajednice koje su kombinirale drevna pred-budistička vjerovanja s ezoteričnim budizmom. Krajem 13. stoljeća ono je došlo pod utjecajem snažne ezoterične Tendai sekte koju je pak kasnije zamijenila sekta Jo no Shinshu, koja je još uvijek vrlo utjecajna u tom području. Njezina učenja su odigrala važnu ulogu u razvoju društvene strukture u području, a koja se temelji na Kumi sustavu međusobne suradnje između susjednih domaćinstava. 
Najraniji pisani dokumenti koji spominju Shirakawa-go kao naziv područja datiraju od sredine 12. stoljeća. Selo imena Ogimachi nalazi se u dokumentima iz kasnog 15. stoljeća, Ainokura sredinom 16. i Suganuma u ranom 17. stoljeću. Shirakawa-go je početkom Edo razdoblja bila dio teritorija klana Takayama, ali je od kraja 17. stoljeća, porastom utjecaja Carstva Meiji, dospio pod izravnu kontrolu Edo Bakufua (vojne vlade Eda). 
Zbog brdovitog terena tradicionalna proizvodnja japanske riže nije bila u potpunosti uspješna, pa su se poljoprivrednici okrenuli alternativnim žitaricama poput heljde i prosa, koji se uzgajaju na malim poljima. Nekoliko izvoznih proizvoda ovog područja bili japanski papir (Washi), od vlakana biljaka iz tog područja, salitra (kalcijev nitrat) za proizvodnju baruta, a osnovna proizvodnja je bila svilarstvo (svilene bube i sirove niti svile). Proizvodnja papira se nastavila tijekom razdoblja Edo, ali je počela opadati kada su uvedeni postupci proizvodnje europskog papira u 19. stoljeću. U isto vrijeme je proizvodnje salitre, koja je počela sredinom 17. stoljeća, također opala nakon uvoza jeftinije salitre iz Europe. Svilarstvo je preživjelo duže, od kraja 17. stoljeća do 1905. godine, a njezina potreba za velikim zatvorenim prostorima za legla svilene bube i skladištenje lišća je dovela do razvoja kuća gassho stila.

## Odlike
Središnji dio sela Ogimachi nalazi se na terasastoj visoravni istočno od rijeke Sho. Većina kuća se nalaze na pojedinačnom, puno odvojenom, kultiviranom zemljištu, odražavajući tradicionalnu uporabu zemljišta. Na kosom tlu u blizini podnožja planine kuće su na terasama potprte kamenim potpornim zidovima. Njihove međe su definirane cestama, kanalima za navodnjavanje ili kultiviranim parcelama, a ne zidovima ili ogradama i tako je krajolik potpuno otvoren. Većina posjeda ima pomoćne građevine kao što su skladišta od drvenih stijenki, šupe i sušnice, koje su obično daleko od stambenih zgrada kako bi se smanjio rizik od požara. Okućnice su okružene rižinim poljima s navodnjavanjem ali i gradskim poljima, također malih i nepravilnih oblika.
Određena skupina povijesnih građevina se sastoji od 117 kuća i sedam drugih objekata. Od tih, šest su u gassho stilu, a većina je izgrađena tijekom 19. stoljeća. Svi su paralelni s rijekom Sho, stvarajući vrlo skladan i impresivan krajolik. Sedam kuća jena gredama i rogom-uokvirenim krovovima, sagrađeno u 20. stoljeću, ali tako da podsjećaju na gassho stil. U selu imaju i dva budistička hrama, Myozen-ji i Honkaku-ji, a božanstvo-zaštitnik sela je smješten u šintoističkom svetištu, Hachiman Jinja, u podnožju brda i okruženo gajem cedrova.

## Vanjske poveznice
- Službena stranica sela Shirakawa (jap.)
- "Najljepša sela Japana" (engl.)